# Ataman A096
Ataman A096 — украинский туристический автобус среднего класса, выпускаемый на предприятии «Черкасский автобус» с 2014 года. В его конструкции использован традиционный комплект для японского производителя Isuzu с увеличенной мощностью и нагрузкой на оси. Автобус оснащён пневматическими тормозами и задней подвеской для комфорта пассажиров.

## Модификации
- Ataman A09620 — туристический автобус, оснащённый дизельным двигателем внутреннего сгорания 4HK1 объёмом 5,2 л (Евро-4) мощностью 190 л. с.